# Abraham Silberschein

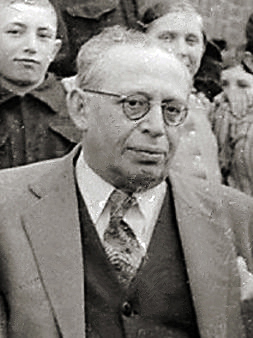
Abraham Silberschein

Abraham Silberschein (jiddisch: אברהם זילברשיין; transkribiert: Avraham Zilbershain; geboren als Adolf Henryk Silberschein am 30. März 1882 in Lemberg, Österreich-Ungarn; gestorben am 30. Dezember 1951 in Genf) war ein polnischer Rechtsanwalt, Zionist und von 1922 bis 1927 Mitglied im ersten Sejm.

## Leben

### Rechtsanwalt, Parlamentarier und Zionist
Adolf Henryk Silberschein war der Sohn von Jakub und Anna Silberschein. Er studierte Rechtswissenschaften, wurde zum Dr. jur. promoviert und eröffnete eine Anwaltskanzlei in Lemberg. Im Ersten Weltkrieg beteiligte er sich in Wien an Hilfsmaßnahmen für jüdisch-galizische Kriegsflüchtlinge. 
In den 1920er Jahren war Silberschein der Sprecher der zionistischen Arbeiterpartei Poale-Hitachut in Ostgalizien, als deren Abgeordneter er 1922 in das polnische Parlament, den Sejm, gewählt wurde. Sein größtes Verdienst als Politiker und Parlamentarier war sein maßgeblicher Beitrag zur Gründung jüdischer Kreditgenossenschaften. Im März 1930 nominierte Joseph C. Hyman ihn und Isaac Joffe aus Riga zum C-Mitglied des JDC.
Als Teilnehmer am 21. Zionistenkongress im August 1939 in Genf wurde Silberschein vom Kriegsausbruch überrascht. Er beschloss, in der Schweiz zu bleiben, und legte seinen ursprünglichen Vornamen Adolf ab, später auch den zweiten. 

### Hilfskomitee für die kriegsbetroffene jüdische Bevölkerung
Am 30. September 1939 gründete Silberschein in Genf ein Hilfskomitee für die kriegsbetroffene jüdische Bevölkerung, das Relief Committee for Jewish War Victims (RELICO). Dieses wurde vom Jüdischen Weltkongress (WJC) unterstützt. In der im September 1936 gegründeten Genfer Geschäftsstelle des WJC gehörte er neben Myra Becker zu Gerhart M. Riegners wichtigsten Mitarbeitern, wobei es später zu Unstimmigkeiten kam. In der ersten Jahreshälfte 1942 schickte er 100.000 Pakete mit 52.000 kg Hilfsgütern nach Polen. Seine Paketaktion wurde von der WJC-Spitze untersagt, da sie der Linie der Alliierten widersprach. Nachdem er ab Sommer 1942 das Genfer Büro verlassen musste und fortan allein arbeitete, wurde der Name RELICO sowohl von ihm als auch vom WJC benutzt. Silberschein erwarb sich den Ruf, besonders sorgfältig zu arbeiten, so dass seine Dienste sowohl von karitativen Organisationen als auch von Privatpersonen in Anspruch genommen wurden.

### Passaffäre und Verhaftung
Hauptartikel: Ładoś Gruppe
Silberschein spielte eine wichtige Rolle in der von der polnischen Gesandtschaft organisierten Rettungsaktion der Juden durch die Herstellung falscher lateinamerikanischer Pässen. 1942 stellte er RELICO in den Dienst des Vertriebs von Ausweisen und steuerte eigens Vermögen dazu bei. Anfangs geschah dies nur einen sporadisch. In den Jahren 1942 und 1943 wurden die Pässe bereits in großem Umfang angefertigt und ausgestellt. Silberschein hielt Kontakt zu den polnischen Diplomaten Juliusz Kühl, Stefan Ryniewicz und Konstanty Rokicki, denen er die aus den Ghettos geschmuggelten Namenslisten mit Fotos übergab. Mit diesen Angaben wurden die Blanko-Pässe ausgefüllt, die von dem bestechlichen Berner Notar Rudolf Hügli, der zugleich Honorarkonsul Paraguays war, gekauft wurden. Silberschein war einer derjenigen, die Bestechungsgelder für Hüggli beschafften. Er arbeitete auch mit dem peruanischen Konsul José María Barreto und wahrscheinlich mit anderen lateinamerikanischen Konsuln zusammen. José María Barreto wurde später vom Institut Yad Vashem zum Gerechten unter den Völkern erklärt.
Im Herbst 1943 wurde Silberschein durch die schweizerische Polizei verhaftet. Er sagte damals aus, dass er auf Anweisung von Ryniewicz und Rokicki handelte, von denen er auch über den Mechanismus der Passoperation erfuhr. Laut Silberschein hatten Ryniewicz und Rokicki ihn auch gebeten, die Koordinierung der Aktivitäten zu übernehmen. Auf diese Weise konnten die Blanko-Pässe in großer Anzahl gekauft werden, was die Senkung ihres Preises zur Folge hatte. „Wir hatten mit einem wahren Pass-Schwarzmarkt zu tun gehabt. Die Herren von der Gesandtschaft haben den Wunsch geäußert, dass ich die Verantwortung für die Sache übernehme, was ich auch im Namen von RELICO getan habe“, sagte Silberschein aus. Das Geld für den Ankauf der Pässe von Hüggli kam laut Silberschein „aus unterschiedlichen Quellen, darunter auch vom Palästinakomitee in Jerusalem, dem Jüdischen Weltkongress in New York und von anderen jüdischen Organisationen in New York und Istanbul sowie Privatpersonen in den USA und der Schweiz“.
Der Botschaftsrat Stefan Ryniewicz setzte sich nach dessen Verhaftung erfolgreich für Silberschein ein.
Schätzungen zufolge rettete die Ładoś-Gruppe das Leben von 400 Juden, die paraguayische Pässe erlangten. Bei der Operation, an der Silberschein teilnahm, sind auch diejenigen zu berücksichtigen, die unter anderem dank ihrer Pässe von anderen Ländern gerettet wurden. Die von ihm 1944 herausgegebenen Augenzeugenberichte von der Schoa in Polen zählen zu den ersten gedruckten Zeugnissen der Judenverfolgung und des Massenmordes.

### Späteres Leben
Abraham Silberschein heiratete 1944 Fanny Schulthess (als Danzig geboren, als Hirsch verwitwet, als Schultheiss geschieden und als Silberschein gestorben.) Im gleichen Jahr gab er „Die Judenausrottung in Polen“ heraus, und 1945 die Aufzeichnung „Warschau: die Vernichtung der jüdischen Gemeinde bis zur grossen Revolte / [ein junger jüdischer Mediziner und Offizier der polnischen Armee]“. 

## Veröffentlichungen als Herausgeber
- L’extermination des Juifs polonais. Témoinages oculaires. Comité pour l’assistance à la population juive frappée par la guerre (RELICO), Genf 1944.
  - deutsche Ausgabe in zwei Teilen:
    - Die Judenausrottung in Polen. Augenzeugenberichte. Verbesserte und ergänzte deutsche Wiedergabe der französischen Ausgabe (= Berichte 1 bis 3 der französischen Ausgabe). Komitee zur Hilfeleistung für die Kriegsbetroffene Jüdische Bevölkerung, Genf 1944.
    - Das Martyrium des Warschauer Ghetto. Verbesserte und ergänzte deutsche Wiedergabe der französischen Ausgabe (= Bericht 4 der französischen Ausgabe). Komitee zur Hilfeleistung für die Kriegsbetroffene Jüdische Bevölkerung, Genf 1944.

  - niederländische Ausgabe, zusammen mit Jacques Albert Weijel: De vernietiging van de Joden in Polen. Ooggetuigeverslagen over Warschau, Lublin, Tremblinki, Belzec, Posen, Kratzau, Auschwitz. Boom-Ruygrok, Haarlem 1946.